# Ступа Будды Медицины
Ступа Будды Медицины (Отошо Бурханай субарга) — буддийская ступа в местности Маракта Еравнинского района Бурятии. Находится в 240 км от Улан-Удэ и всего в 30 км от Эгитуйского дацана, в связи с чем её активно посещают паломники.

## История
Строительство было начато силами добровольцев в 2011 году, завершено в 2012 году. 10 июня ступу освятил 24-й Пандито Хамбо-лама Дамба Аюшеев. В 2013 в ней была установлена статуя Будды, в 2015 поблизости сооружён медитационный центр. Внутри ступы установлена большая статуя Будды Медицины (Отошо Бурхан), 8 статуэток поменьше, освящение которых прошло в 2017 году. А команда лам-художников под руководством в 2017 году создала сказочное по красоте оформление внутренней комнаты ступы.

## Описание
Высота ступы составляет 8 метров, размеры комнаты для медитации — 3×3 метра. С каждой из 3-х сторон ступы установлено 7 хурдэ. Ступа построена в соответствии с буддийскими канонами, в неё заложены частицы земли из храмов Тибета, лист дерева Бодхи и другие буддийские реликвии.